# Austalis
Austalis är ett släkte av tvåvingar. Austalis ingår i familjen blomflugor.

## Arter inomAustalis[1]
- Austalis aequipars
- Austalis bergi
- Austalis caledonica
- Austalis calliphoroides
- Austalis ciliata
- Austalis conjucta
- Austalis copiosa
- Austalis cupreoides
- Austalis erythropyga
- Austalis inscripta
- Austalis latilimbata
- Austalis lucilioides
- Austalis luciliomima
- Austalis muscoides
- Austalis muscomima
- Austalis pulchella
- Austalis refulgens
- Austalis resoluta
- Austalis rhina
- Austalis rhynchops
- Austalis roederi
- Austalis smaragdi
- Austalis triseriata